# Gustav Schmahl
Gustav Schmahl (* 29. November 1929 in Herford; † 4. Oktober 2003 in Schwielowsee) war ein deutscher Geiger und Hochschullehrer. Er war der einzige Schüler David Oistrachs aus der DDR. Schmahl wirkte zeitweise als Konzertmeister des Rundfunk-Sinfonieorchesters Berlin und von 1973 bis 1984 als Rektor der Hochschule für Musik „Felix Mendelssohn Bartholdy“ Leipzig.

## Künstlerischer Werdegang
Gustav Schmahl wurde 1929 im westfälischen Herford als Sohn einer Geigerin geboren und wuchs in Berlin auf. Mit sieben Jahren erhielt er seinen ersten Violinunterricht. In seinem Elternhaus wurde Hausmusik gepflegt, die Konzerte des Berliner Philharmonischen Orchesters und der Sing-Akademie zu Berlin wirkten prägend auf den jungen Schmahl. Nachdem er 1949 das Abitur abgelegt hatte, studierte er für zwei Semester beim Violinvirtuosen Max Strub an der Nordwestdeutschen Musikakademie in Detmold.
Schmahl kehrte 1950 nach Berlin zurück, wohnte im West-Berliner Bezirk Zehlendorf, und studierte in Ost-Berlin an der Deutschen Hochschule für Musik bei Gustav Havemann. Dort gehörte auch der einflussreiche Komponist Hanns Eisler zu seinen Lehrern. 1950 war er Preisträger eines Wettbewerbs der FDJ und 1951 qualifizierte er sich für die III. Weltfestspiele der Jugend und Studenten in Ost-Berlin. Ein Studienaufenthalt führte ihn zum sowjetischen Pädagogen und Virtuosen David Oistrach an das Moskauer Tschaikowski-Konservatorium. 1953 war er Preisträger eines internationalen Musikwettbewerbs in Bukarest (Rumänien).
Schmahl, der der SED beigetreten war, wurde 1953 unter Hermann Abendroth erster Konzertmeister des Rundfunk-Sinfonieorchesters Berlin. Im Jahr 1957 zog Schmahl mit seiner Familie in die DDR nach Kleinmachnow um. Konzertreisen führten ihn um die ganze Welt bis in die USA, wiederholt konzertierte er in Italien und in der Sowjetunion., so nahm er 1962 in der Kategorie Violine am zweiten Internationalen Tschaikowski-Wettbewerb in Moskau teil. Er trat mit den bedeutendsten Klangkörpern der DDR auf u. a. dem Gewandhausorchester und dem Rundfunk-Sinfonieorchester Leipzig, der Dresdner Staatskapelle und Philharmonie sowie dem Berliner Sinfonie-Orchester. Außerdem spielte er mit dem Händelfestspielorchester Halle zusammen. Begegnungen hatte er mit namhaften Dirigenten jener Jahre wie Franz Konwitschny, Kurt Sanderling und Kurt Masur. Schmahl setzte sich auch für zeitgenössische Werke von DDR-Komponisten ein, so führte er etwa wiederholt Ernst Hermann Meyers Konzert von 1963/64 auf und verantwortete in Dresden die Uraufführungen der ersten beiden Violinkonzerte (1963 und 1973) von Gerhard Rosenfeld. 1982 folgte Siegfried Köhlers Violinkonzert. Kammermusikalisch spielte er u. a. Werke von Igor Strawinsky, Dmitri Schostakowitsch, Sergei Prokofjew und Hans Werner Henze. Gemeinsam mit Hugo Steurer (Klavier) und Clemens Dillner (Violoncello) trat er seit 1956 mit dem Arte-Trio in Erscheinung.
Im Jahr 2003 verstarb Schmahl in Caputh in der Gemeinde Schwielowsee im Landkreis Potsdam-Mittelmark.

## Lehrtätigkeit und Mitgliedschaften
Im Jahr 1963 übernahm Schmahl einen Lehrauftrag und ab 1970 eine hauptamtliche Dozentur an der Dresdner Musikhochschule. 1971 wurde er dort Professor für Violine und Leiter einer Meisterklasse. 1973 wechselte er nach Leipzig, wo er von 1973 bis 1984 als Nachfolger von Rudolf Fischer Rektor der Musikhochschule war. Später wechselte er wiederum auf eine Professur an die Hochschule für Musik „Hanns Eisler“ Berlin, die er bis 1995 hauptamtlich innehatte. Zu seinen Meisterschülern gehörten u. a. Heike Janicke, Torsten Janicke, Ralf-Carsten Brömsel, Conrad Muck und Wolfgang Hentrich.
Im Jahr 1971 wurde er in den Vorstand der internationalen Georg-Friedrich-Händel-Gesellschaft gewählt. 1977 war er Mitglied des Komitees für die Beethoven-Ehrung der DDR. Außerdem war er Präsidiumsmitglied des Verbandes der Komponisten und Musikwissenschaftler der DDR. Als Juror wirkte er beim Internationalen Johann-Sebastian-Bach-Wettbewerb in Leipzig mit.
Nach der politischen Wende gründete Schmahl ein Taxiunternehmen.

## Familie
Gustav Schmahls Kinder sind der Schriftsteller und Journalist Martin Ahrends (* 1951), der mit der Heirat den Namen seiner Frau annahm, der Trompeter Daniel Schmahl (* 1969) sowie die Geigerin Friederike Jahn (* 1989). Einem Ausreiseantrag Ahrends’ in die Bundesrepublik Deutschland wurde 1984 stattgegeben; er arbeitete in Hamburg als Redakteur für die Wochenzeitung Die Zeit. Wie auch andere Musiker verkehrte Gustav Schmahl mit dem ehemaligen Bundeskanzler und Zeit-Herausgeber Helmut Schmidt und dessen Ehefrau Loki Schmidt am Brahmsee.

## Auszeichnungen
- 1959: Kunstpreis der DDR
- 1968: Nationalpreis der DDR, III. Klasse für Kunst und Literatur
- 1976: Händelpreis des Bezirkes Halle[18]
- 1979: Vaterländischen Verdienstorden in Bronze
- 1981: Nationalpreis der DDR, II. Klasse für Kunst und Literatur
- 1984: Ehrennadel der Karl-Marx-Universität Leipzig[19]
- 1989: Vaterländischen Verdienstorden in Silber